# Wehrgang

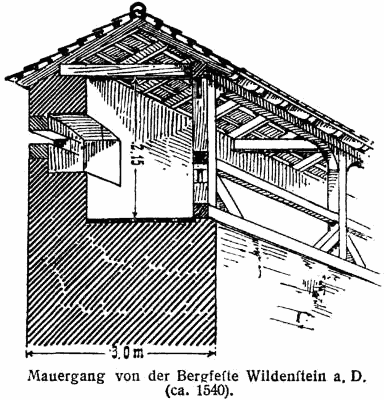
Wehrgang (Querschnitt)

Mit Wehrgang wird bei befestigten Anlagen wie z. B. Burgen, Festungen, Wehrkirchen oder befestigten Klöstern der obere Abschluss einer Wehrmauer oder eines Wehrturmes in Form eines Ganges für Verteidiger bezeichnet. Er kann aus einer Holzkonstruktion oder aus Stein bestehen. In kleineren römischen Kastellen bestanden Wehrgänge gelegentlich nur aus einem an der Mauerinnenseite aufgeschütteten Erdwall, während Gänge auf oder entlang von Stadtmauern auch Wächtergang genannt wurden. 

## Varianten
Bei schmalen Mauern kragen Wehrgänge nach innen aus, um ausreichend Breite dafür zu schaffen, dass zwei Personen aneinander vorbeigehen können. Der überstehende Teil des Ganges kann dabei von hölzernen Streben, Kragsteinen oder auch durch Arkaden abgestützt werden. Nach außen sind Wehrgänge meist bündig mit der Mauer abschließend.
Wehrgänge sind zum Schutz der Verteidiger mit einer hölzernen oder steinernen Brustwehr versehen, die oft mit Zinnen und Schießscharten bestückt ist. Als Wetterschutz und zum Zwecke der Deckung von oben besitzen Wehrgänge häufig auch eine Überdachung in der Form eines Pult- oder Satteldaches. Der älteste Nachweis für eine solche Überdachungen datiert in das 14. Jahrhundert. Innenseitig sind hoch gelegene Wehrgänge meist mit hölzernen Geländern versehen, seltener auch durch Holz oder Fachwerk abgeschlossen.
Im Spätmittelalter treten häufiger auch nach außen (beziehungsweise beidseitig) auskragende Wehrgänge auf. Steinerne Brustwehren können auf diese Weise auf der Unterseite mit Maschikulis (Wurflochreihen) ausgestattet werden, mit deren Hilfe angreifende Feinde am Mauerfuß bekämpft werden können. Für diese Bauweise wird auch die Bezeichnung Mordgang verwendet.
Die gleiche Funktion hat eine Hurde, die als überdachte Holzkonstruktion nach außen vorkragt.
Bei hohen Mauern treten nicht selten mehrgeschossige Wehrgänge auf.

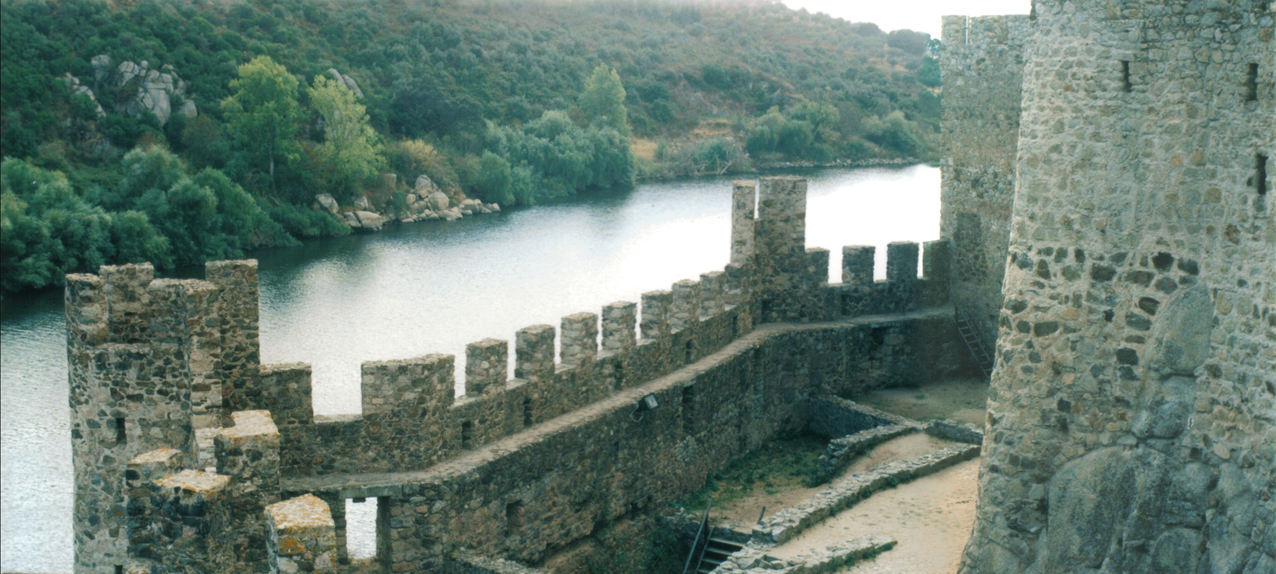
Offener Wehrgang mit Zinnen (Castelo de Almourol, Portugal)
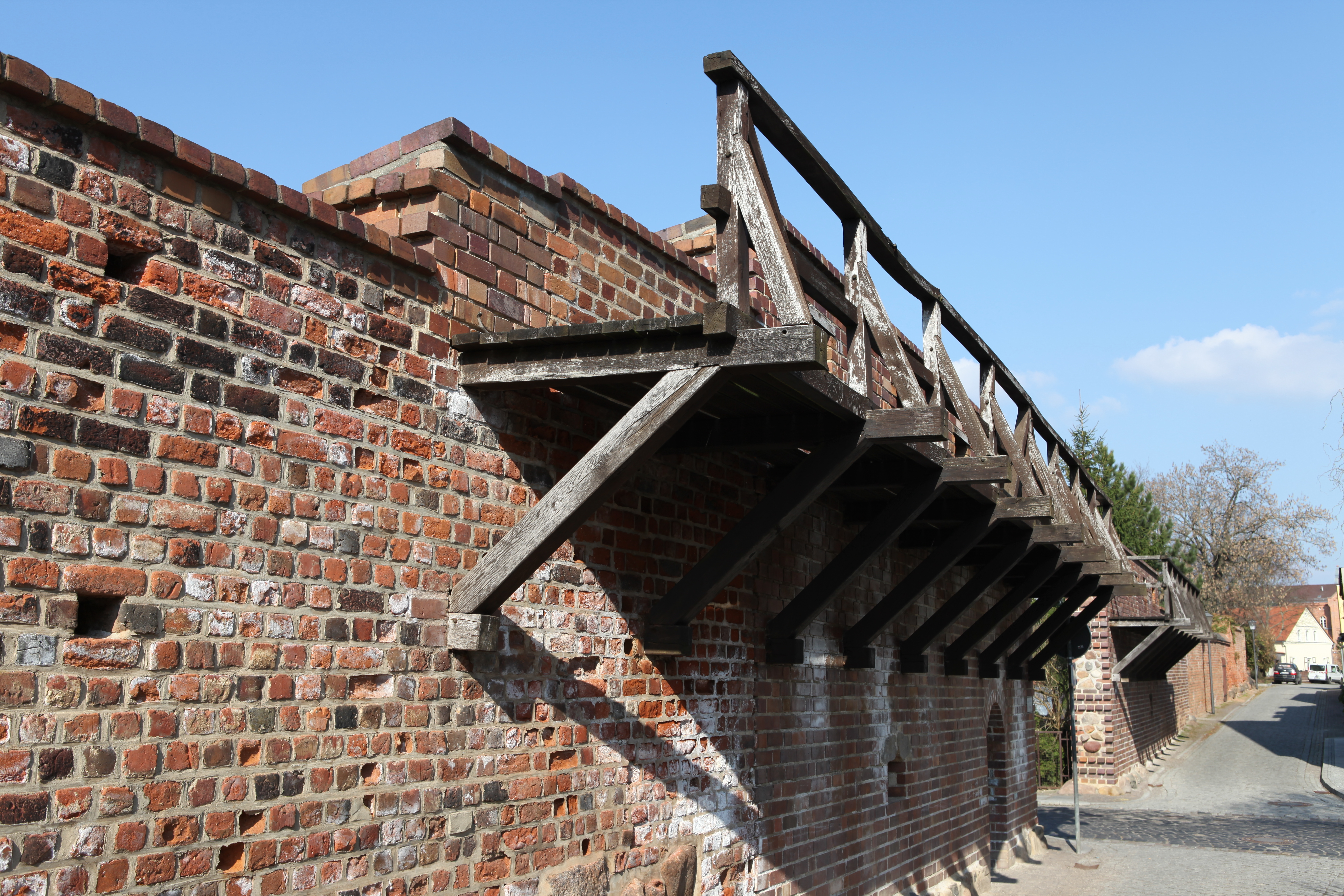
Offener Wehrgang aus Holz auf der Stadtmauer von Delitzsch
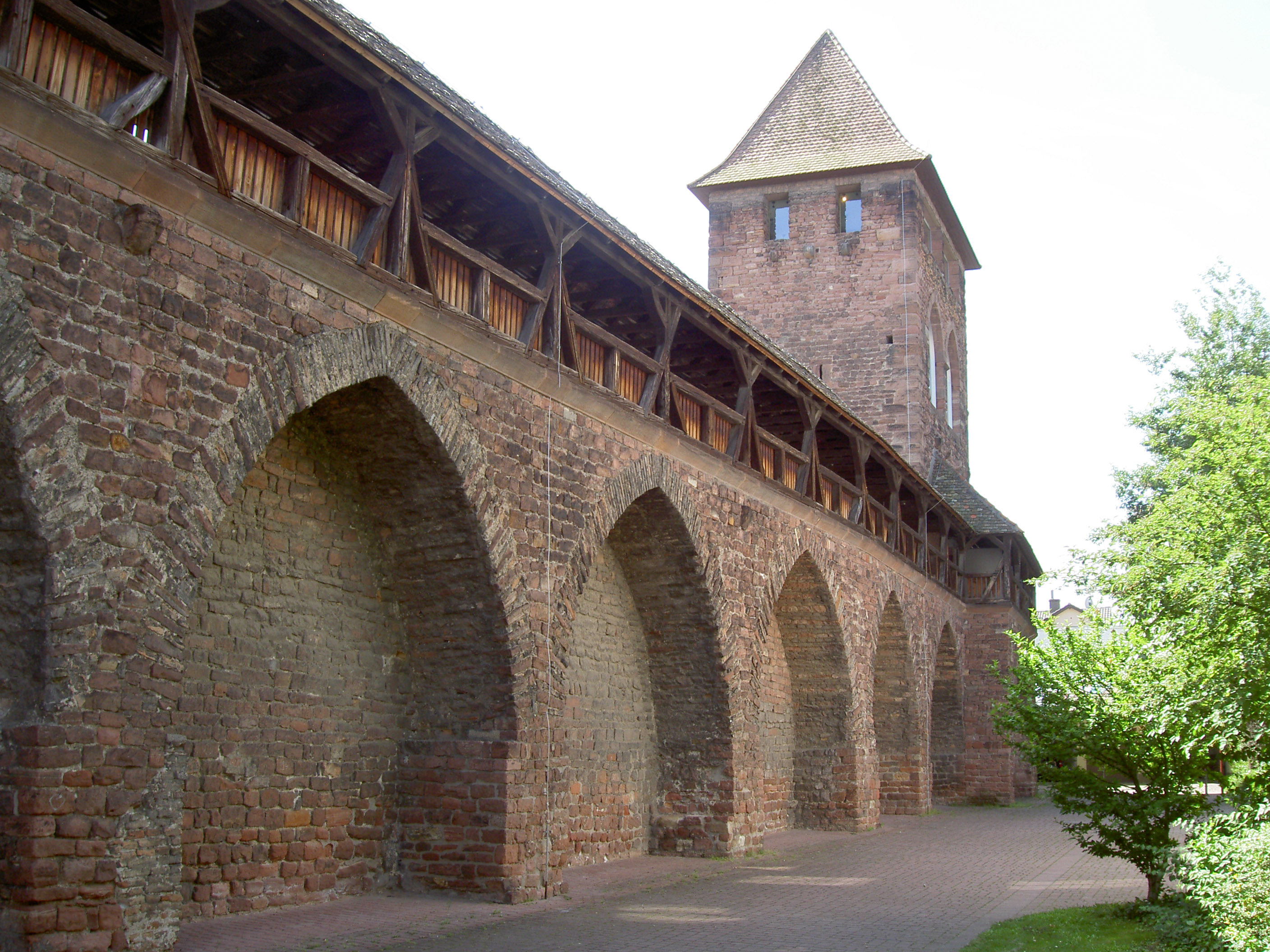
Gedeckter, arkadengestützter Wehrgang auf der Stadtmauer von Worms, Stadtseite
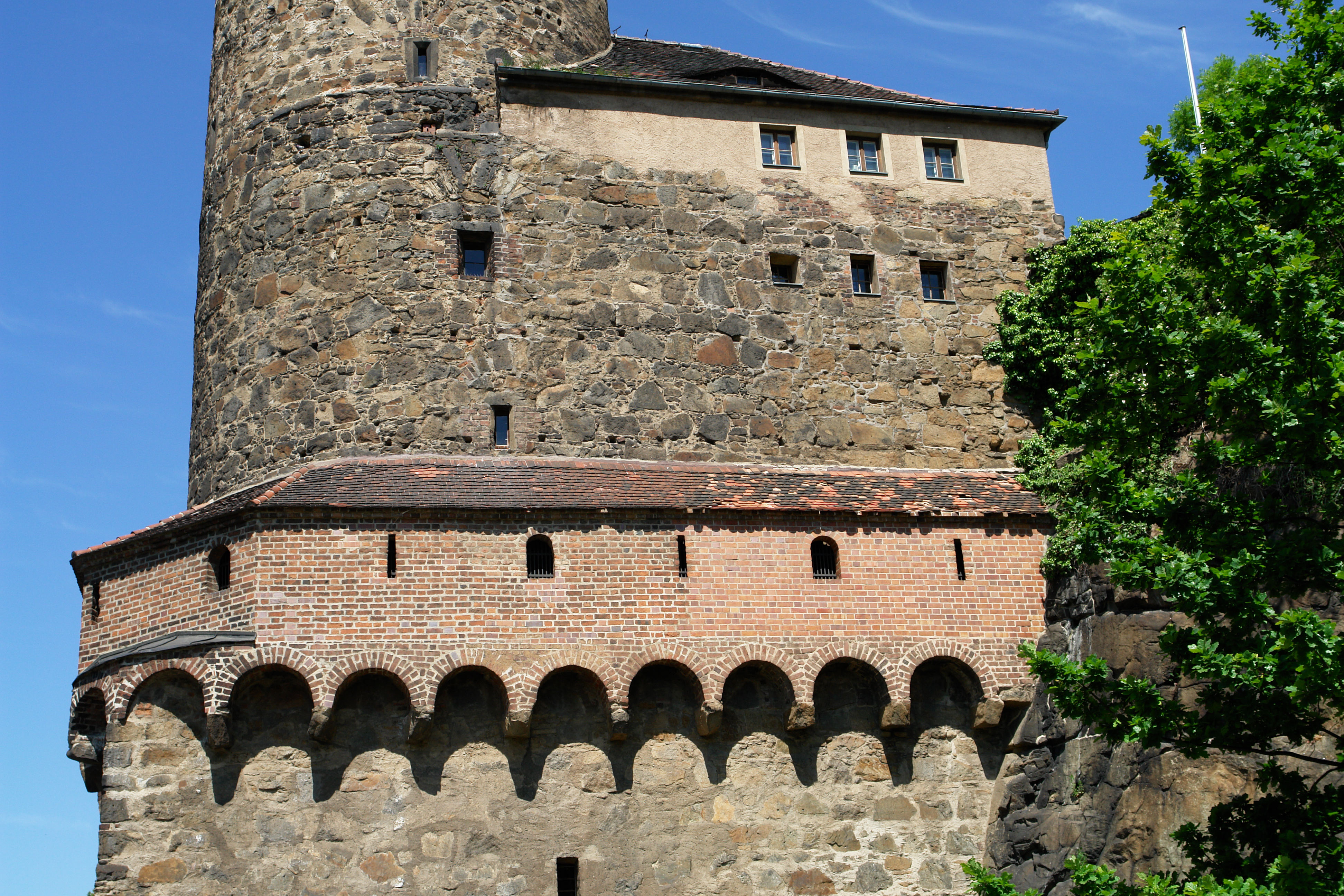
Steinerner Wehrgang auf Konsolen (Alte Wasserkunst in Bautzen)
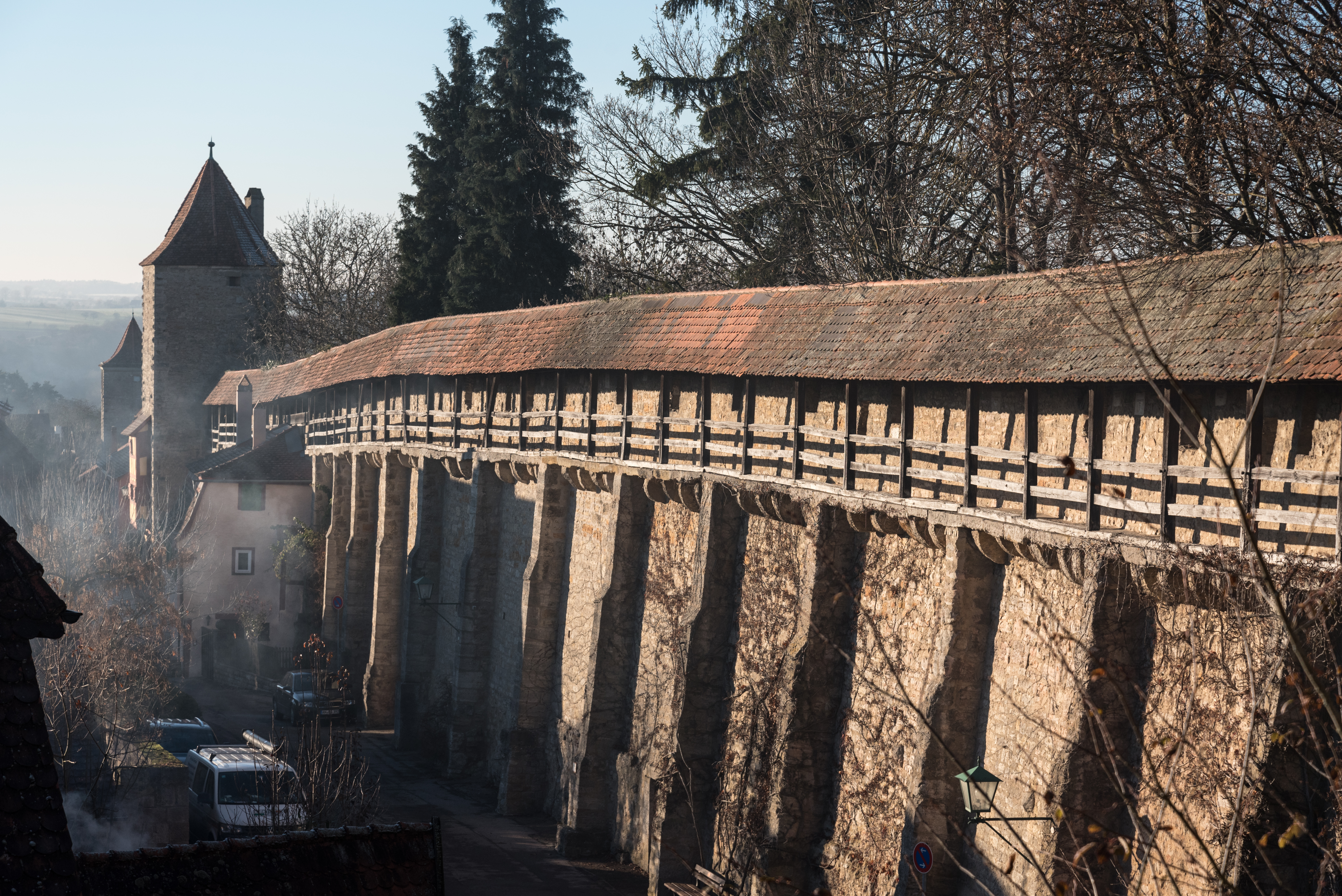
Überdachter Wehrgang mit auskragenden Konsolsteinen, Stadtseite (Rothenburg o.d.T.)
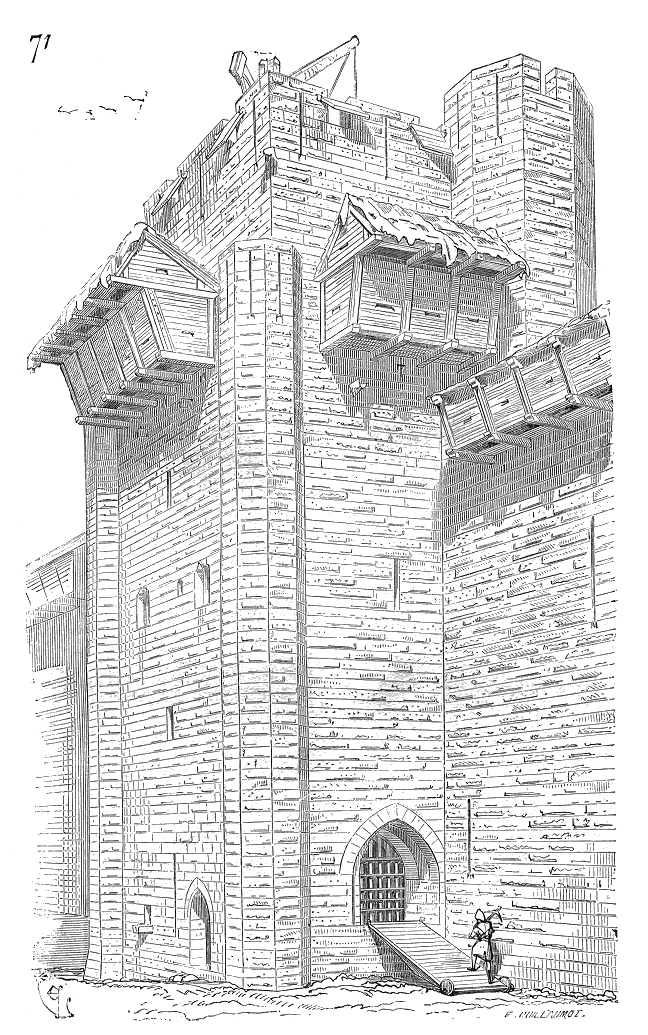
Hurden am Turm und auf der Mauerkrone (Rekonstruktion von Eugène Viollet-le-Duc)